# Ludu Daw Amar
Ludu Daw Amar (também Ludu Daw Ah Mar; birmanês:  လူထုဒေါ်အမာ, pronunciado [lùdṵ dɔ̀ ʔəmà]; 29 de novembro de 1915 – 7 de abril de 2008) foi uma escritora e jornalista dissidente em Mandalay, Birmânia. Ela era casada com seu colega escritor e jornalista Ludu U Hla e era mãe do popular escritor Nyi Pu Lay. Ela é mais conhecida por suas opiniões francas contra o governo e jornalismo de esquerda radical, além de seu excelente trabalho em artes tradicionais birmanesas, teatro, dança e música, e várias obras de tradução do inglês, tanto de ficção como de não ficção.

## Estudante escritora e ativista
Nascida em uma antiga família de Mandalay que negociava tabaco e manufaturava charutos, Amar era a quarta de uma família de doze irmãos, dos quais apenas os seis sobreviveram até à idade adulta. Foi educada na American Baptist Mission School e, posteriormente, na National High School sob o reitor Abdul Razak, que mais tarde se tornou o Ministro da Educação no gabinete de Aung San e foi assassinado com ele e outros em julho de 1947. Ela leu ciências no Mandalay Intermediate College e foi para a Rangoon University para se formar. Seu primeiro trabalho notável foi uma tradução de Trials in Burma por Maurice Collis em 1938, e nessa época ela já havia sido publicada no Owei da universidade (အိုးဝေ, A revista Peacock's Call) e também Kyipwa Yay (ကြီးပွားရေးမဂ္ဂဇင်း, Revista Progress), dirigida por seu futuro marido U Hla, com seu próprio nome e também com os pseudônimos Mya Myint Zu e Khin La Win.
Quando a segunda greve de universitários da história estourou em 1936, Amar e sua amiga de Mandalay MA Ma Ohn se tornaram famosas como mulheres líderes estudantis entre os grevistas acampadas nos terraços do Pagode Shwedagon. U Hla era um defensor ferrenho da greve e começou a cortejar Amar; em 1939 eles se casaram e U Hla mudou sua revista para Mandalay.

## Tempo de guerra Kyipwa Yay
A família fugiu para o campo ao norte de Mandalay quando a Segunda Guerra Mundial estourou no Leste em 1942, mas a revista continuou a ser publicada. Daw Amar traduziu um dos três best-sellers do tempo de guerra do escritor soldado japonês Hino Ashihei chamado Wheat and Soldiers (ဂျုံနှင့်စစ်သား, Gyon hnint sittha) e o publicou junto com os outros dois traduzidos por seu marido. Ela também traduziu O Arco-Íris (သက်တံရောင်, Thettant yaung) da escritora tchecoslovaca Wanda Wasilewska em 1945, impressa em papel de embrulho de caixa de fósforos azul, único tipo de papel disponível na época. Marido e mulher se envolveram no movimento de resistência contra a ocupação japonesa e formaram a Asha Lu Nge (အာရှလူငယ်, Organização Asia Youth) em Mandalay. Seu marido foi preso brevemente pelas autoridades militares após a recaptura da cidade pelo 14º Exército britânico devido aos livros de Hino Ashihei.[carece de fontes?]

## Ludu pós-guerra
No final da guerra em 1945, U Hla lançou um jornal quinzenal chamado Ludu Journal (လူထုဂျာနယ်) - Ludu é birmanês para 'o povo / massas' - com Amar como seu editor assistente. O Ludu Daily foi lançado com sucesso no ano seguinte e o casal posteriormente passou a ser conhecido como Ludu U Hla e Ludu Daw Amar. Seus comentários políticos incisivos e análises deram uma contribuição significativa para o anseio do país por independência e luta unificada contra o domínio colonial. Suas publicações nunca publicaram anúncios de álcool, drogas para melhorar o desempenho sexual ou jogos de azar, nem dicas de corridas, casos obscenos e fofocas. U Hla teve de ser persuadido a abrir uma exceção aos anúncios de filmes para a sobrevivência do jornal.
Em uma manhã de 1948, logo após a independência da Birmânia da Grã-Bretanha, a Kyipwa Yay Press em Mandalay foi transformada em escombros por tropas do governo que estavam zangadas porque o casal Ludu parecia simpático aos comunistas. Esta foi uma época em que a mudança de regime acontecia com bastante frequência, com a cidade caindo nas mãos, no que lhe concerne, dos rebeldes Karen, comunistas e do novo governo socialista sob U Nu. A família inteira, incluindo duas mulheres grávidas, foi jogada na rua, enfileirada e prestes a ser morta a tiros quando vários monges e moradores locais intervieram com sucesso para salvar suas vidas.
Em 1953, Amar viajou para o exterior para a Conferência Mundial das Mulheres Democráticas em Copenhague, a Conferência Mundial da Paz em Budapeste e o 4º Festival Mundial da Juventude e Estudantes em Bucareste. Em outubro de 1953, o governo da Liga da Liberdade do Povo Antifascista (AFPFL) de U Nu prendeu U Hla sob a Seção 5 por sedição como prisioneiro político após publicar uma notícia polêmica no jornal e ele passou mais de três anos na Cadeia Central de Rangoon até sua lançado em janeiro de 1957.  Eles tinham cinco filhos agora, com o mais novo Nyein Chan (seu nome de batismo significa "paz" em birmanês, pseudônimo de Nyi Pu Lay, nascido em 1952), apenas uma criança. Em março de 1959, o jornal foi lacrado pelas autoridades e só voltou a ser publicado em maio do ano seguinte. Amar viajou a Moscou em 1962 como convidado da Aeroflot Russian Airlines e visitou a Alemanha Oriental, a Tchecoslováquia e a China. U Hla e Daw Amar eram bem conhecidos dos estudantes estrangeiros de birmanês, bem como de escritores, jornalistas e artistas birmaneses; a geração mais jovem de escritores e artistas iniciantes os chamava de 'U-Lay' (tio) e 'Daw Daw' (tia). A casa deles, Ludu Taik (Ludu House) na 84ª. e o 33º, sempre aberto a esses visitantes, costumava ser seu primeiro porto de escala em Mandalay.